# Фельдман Валентин Августович
Валенти́н А́вгустович Фе́льдман (*4 (16) березня 1864, поблизу Петербурга — 28 липня 1928, Київ) — архітектор і художник, педагог. Більшість життя пропрацював в Україні. 

## Біографія
Народився 4 (16) березня 1864 поблизу Петербурга в родині російського німця, агронома, колезького радника. Середню освіту здобув в училищі Святої Анни в 1882 році. У 1882–1889 роках навчався у Петербурзькій академії мистецтв, архітектурне відділення якої закінчив із званням класного художника 1-го ступеня. Отримав дві срібні і одну золоту медалі. Брав уроки акварельного живопису у М. Гоголинського і Л. Премацці. Після Академії рік відбував військову повинність у Московському інженерному управлінні.
В 1890–1891 роках працював помічником академіка Померанцева на будівництві верхніх торговельних рядів у Москві. 
З 1891 року і до кінця життя жив і працював в Україні. З 1891 по 1905 працював у Севастополі. За час роботи у Криму створив велику кількість архітектурних споруд.
У 1905 році Фельдман переїхав до Харкова, де розпочав викладацьку діяльність. У 1906—1910 у технологічному інституті викладав архітектурне креслення. Автор проекту Будинку Шапара на Конторській вулиці, 26.
Після переїзду до Києва (1910) Валентин Фельдман продовжив педагогічну діяльність у політехнічному (1910—1922), архітектурному (1922—1924) та художньому (1924—1926) інститутах. Серед його учнів - архітектор Йосип Каракіс і скульптор Григорій Василе́вич. Був членом Товариства художників-киян (1914-1919), членом-засновником Київського товариства художників (1916-1918).]] Працював над теоретичними питаннями кольору та світла у живописі.
Валентин Фельдман брав участь у виставках акварельного живопису у Севастополі, Одесі, Харкові, Києві. Його твори зберігаються у художніх музеях цих міст. Він є автором 800 творів — малюнків та начерків, а також кількох книг з теорії та практики акварельного живопису.
Помер 28 липня 1928 в Києві.

### Севастополь
В 1891–1905 роках проживав в Севастополі, де активно працював як архітектор і збудував;:
- будинок Головної комендатури Чорноморського флоту у формах грецької класики (1893–1900 рр.);[1];
- Покровський собор (1890–1905 рр.);
- лікарняний храм;
- будинок панорами «Оборона Севастополя в 1854 — 55 рр.» в Севастополі (1902–1904 рр., інженер О. Енберг; зруйновано 1942 року, відбудовано в 1954 році);
- пам'ятник затопленим кораблям (1905 р., скульптор А. Адамсон та інженер О. Енберг).

Останній став одним із символів міста.
Крім того, спорудив храм на 800 чоловік у Феодосії та багато приватних будинків у Криму, зокрема комплекс будівель дачі А. Максимова з ландшафтним парком 1900–1905 р.).
Перебуваючи в Севастополі проживав на вулиці Чесменській, 24 (будинок княгині Ширінської), на вулиці Соборній, 10 (1899 р.) і на Пологому спуску, 14 (1905 р.).

### Харків
В 1905–1910 роках жив і працював у Харкові. У 1907 році побудував будинок Б. В. Шапара на Конторській вул., 26. У 1912 році була збудована хоральна синагога. Викладав у Харківському технологічному інституті Імператора Олександра ІІІ (1906–1910 рр.). В 1907 році був нагороджений орденом Святого Станіслава ІІІ ступеня і отримав звання надвірного радника.

### Київ

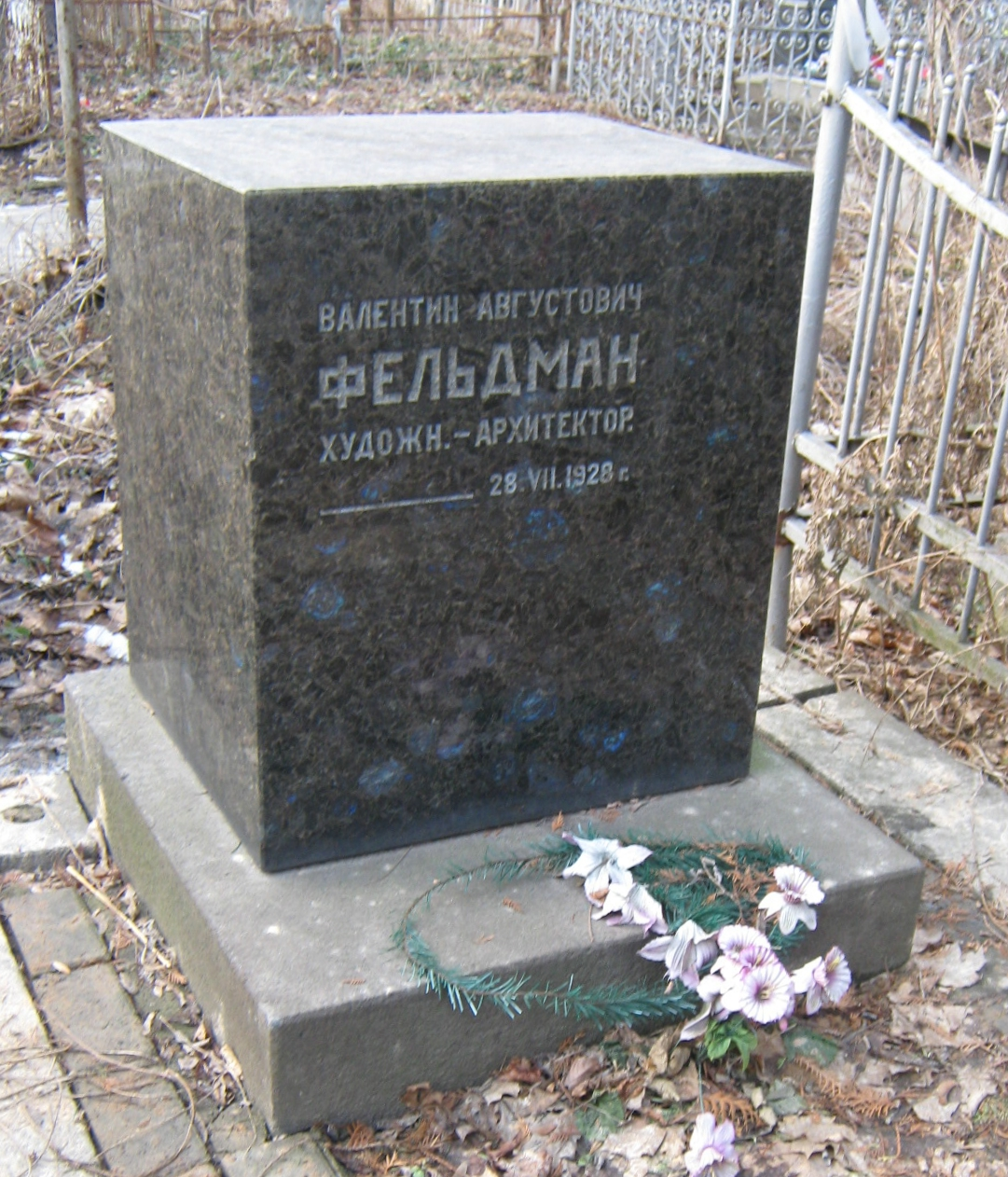
Могила Валентина Фельдмана

В 1910 році переїхав до Києва, де відходить від архітектурної діяльності і присвячує себе живопису. В 1910–1912 роках викладав в у будівельно-технічному училищі на денному і вечірньому відділеннях (директор О. Кобелєв), політичних курсах товариств розповсюдження технічної освіти, в 1912–1922 роках в Київському політехнічному інституті. Тут В. Фельдман вступив на місце померлого художника М. Пимоненка викладачем малювання і архітектурного проектування. В 1922–1924 роках викладав в Київському архітектурному інституті, в 1924–1928 роках — Київському художньому інституті. Викладав теорію тіні й перспективи. Студенти захоплювалися його своєрідною манерою викладання і відношенням до молоді, він був улюбленцем учнів.
В 1923 році виконав велику роботу з визначення опорних пунктів топографічної зйомки міста, зафіксував цілі архітектурні комплекси, окремі будинки тогочасного Києва.
В Києві жив по вулиці Січових Стрільців, 42, квартира 14. Помер 28 липня 1928 року. Похований в Києві на Лук'янівському цвинтарі (ділянка № 19, ряд 2, місце 19). На могилі встановлена стела з чорного граніту.

## Художня творчість
Також Фельдман займався живописом і вивченням акварелі. Автор книг:
- «Світло й колір»;
- «Курс рисования для технических школ»;
- «Теория импрессионизма в живописи».
- «Искусство акварельной живописи».

Книги користувались великим успіхом серед художників.
Автор численних акварелей:
- «Вечір»
- «Каїр»

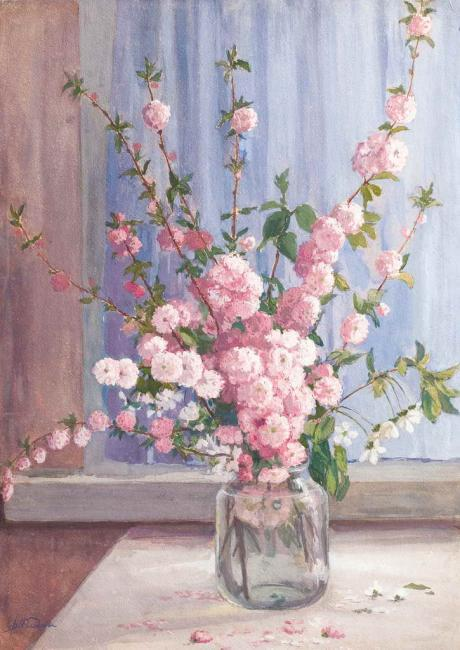
«Сакура», акварель, 1920-т рр.

- «Татарський дворик» (1889 р.);
- «Сірі камені біля Севастополя» (1907 р.);
- «Місяць сходить» (1909 р.);
- «Українське село» (1916 р.);
- «Сакура» (1920-ті рр.);
- «Зимовий пейзаж» (1925 р.) та інших.
- Виставка художника-архітектора В. А. Фельдмана, 1864–1928 : (акварель) : каталог / Упр. в справах мистецтв при РНК УРСР, Держ. музей захід. і сх. мистецтва, Київ. обл. спілка радян. архітекторів ; відп. ред. В. Ф. Овчинніков. – Київ : Вид. Київ. держ. музею захід. і сх. мистецтва, 1940. – 11 с. 6 арк. репрод.

Його твори з успіхом експонувальсь в Петербурзі, Москві, Києві, Севастополі, Львові, Сімферополі, Харкові, в містах Західної Європи. Остання виставка його робіт відбулася у 1965 році в Києві в зв'язку із 100-річчям з дня його народження. На ній експонувалось108 акварелей, 10 картин, малюнки. Виставка працювала в приміщенні Музею російського мистецтва 45 днів, її відвідали 15 000 чоловік.

Фельдман В. А. «Пам'ятник Хрещення». 1913 р.
Фельдман В.А. «Ялини».злам 19-20 ст.

## Спадок
Роботи художника зберігаються в Одеському, Севастопольському, Далекосхідному, Пензенському художніх музеях і багатьох інших.
Особистий архів Фельдмана з 1969 року зберігається в Центральному державному музеї літератури і мистецтв у Києві.
У 2003 році в Севастополі пройшла виставка акварелей, малюнків і фотографій архітектора.